# 石井武膳
石井 武膳（いしい ぶぜん、文政2年7月5日（1819年8月25日）- 明治14年（1881年）10月17日）は、庄内藩士、大泉藩権少参事。

## 略歴
- 1819年（文政2年）7月5日（旧暦） - 庄内藩士・辻新右衛門の5男として出羽国庄内（現・山形県鶴岡市）に生れる。
- 1850年（嘉永3年） - 家督を相続する。
- 1865年（慶応元年） - 新徴組取扱頭取から留守居役に就任
- 1868年（明治元年） - 徳川慶喜追討の勅書が出たため、急使となり江戸藩邸へ行く。
- 1869年（明治2年）7月 - 太政官より酒井忠宝の庄内藩復帰を認める通達書を受領する。
- 1871年（明治4年） - 大泉藩権少参事に就任
- 1877年（明治10年）12月 - 第六十七国立銀行の設立に関わる。
- 1881年（明治14年）10月17日 - 死去する。享年63、鶴岡市の本鏡寺に墓がある。

## 家族親族
- 父：辻新右衛門 - 庄内藩士
- 養父：石井貞右衛門親和
- 兄：佐藤雄能 - 教育者、鉄道省事務官
- 甥：佐藤正能 - 教育者、荘内館監督
- 甥：佐藤正己 - 植物学者、理学博士、茨城大学名誉教授